# لونگونه سابینو
لونگونه سابینو (به ایتالیایی: Longone Sabino) یک کومونه در ایتالیا است که در استان ریتی واقع شده‌است.

## خصوصیات
لونگونه سابینو ۳۴٫۱ کیلومترمربع مساحت و ۶۵۴ نفر جمعیت دارد و ۸۰۴ متر بالاتر از سطح دریا واقع شده‌است.